# Félibrige
 (mai 2023).
Si vous disposez d'ouvrages ou d'articles de référence ou si vous connaissez des sites web de qualité traitant du thème abordé ici, merci de compléter l'article en donnant les références utiles à sa vérifiabilité et en les liant à la section « Notes et références ».
Le Félibrige (en occitan : lou Felibrige selon la norme mistralienne ou lo Felibritge selon la norme classique) est une association qui œuvre dans un but de sauvegarde et de promotion de la langue, de la culture et de tout ce qui constitue l'identité des pays de langue d'oc. Son siège social est situé à Arles, au Museon Arlaten, son siège administratif est à Aix-en-Provence.

## Histoire
Le Félibrige a été fondé au château de Font-Ségugne (Châteauneuf-de-Gadagne, Vaucluse), le 21 mai 1854, jour de la sainte Estelle, par sept jeunes poètes provençaux : Frédéric Mistral, Joseph Roumanille, Théodore Aubanel, Jean Brunet, Paul Giéra, Anselme Mathieu et Alphonse Tavan. Ensemble, ils entendaient restaurer la langue provençale et en codifier l'orthographe.
Une des premières réalisations du Félibrige fut la publication en 1855 d'un almanach entièrement rédigé en provençal, l'Armana Prouvençau (encore publié de nos jours), précédant la publication par Frédéric Mistral de Mirèio (1859) et du Tresor dóu Felibrige, premier dictionnaire provençal-français embrassant les divers dialectes de la langue d'oc.
Son action s'est appliquée au provençal dans un premier temps et s'est étendue rapidement à l'ensemble des parlers d'oc, dès la fin du XIXe siècle. Ses fondateurs avaient émis le souhait que, dans chaque région de ce qui avait constitué jadis les provinces de langue d'oc, se créent des écoles regroupant les amoureux de cette langue. L'Escòla Gaston Fèbus fut fondée en 1896, en Béarn, sous l'impulsion de Michel Camélat et de Simin Palay. Le premier président en fut Adrien Planté, l'un des pères fondateurs avec Jean Eyt, Jean-Victor Lalanne et quelques autres.
- Philadelphe de Gerde, Michel Camélat (Miquèu Camelat) et Simin Palay (Gascogne et Béarn) ;
- Auguste Chastanet, Robert Benoît, Marcel Fournier, Pierre Miremont et Jean Monestier (Périgord) ;
- Albert Arnavielle, Justin Bessou, Jacques et Gabriel Azaïs, Achille Mir (Languedoc) ;
- Arsène Vermenouze, José Mange, Régis Michalias, Benezet Vidal (Auvergne) ;
- Joseph Roux, Albert Pestour, Paul-Louis Grenier et René Farnier (Limousin).

Son action s'est particulièrement développée en Provence où la plupart des écrivains d'expression provençale se sont reconnus dans le Félibrige. Parmi eux, on peut citer Félix Gras, Xavier de Fourvière, Valère Bernard, Auguste Marin, Pierre Devoluy, Folco de Baroncelli, Joseph d'Arbaud, Bruno Durand, Marie Mauron, Francis Gag, André Chamson, Henriette Dibon, Marcelle Drutel, Marius et René Jouveau, Charles Galtier, Marcel Bonnet, André Compan, Paul Marquion, André Degioanni…
Si le Félibrige est une organisation de défense et de promotion de la langue et de la culture d'oc, son action se situe aujourd'hui au niveau de la reconnaissance de la diversité linguistique et culturelle en France et dans le monde. Il est une des deux organisations présentes sur les 32 départements de langue d'oc avec l'Institut d'études occitanes (I.E.O.) fondé en 1945.

## Membres

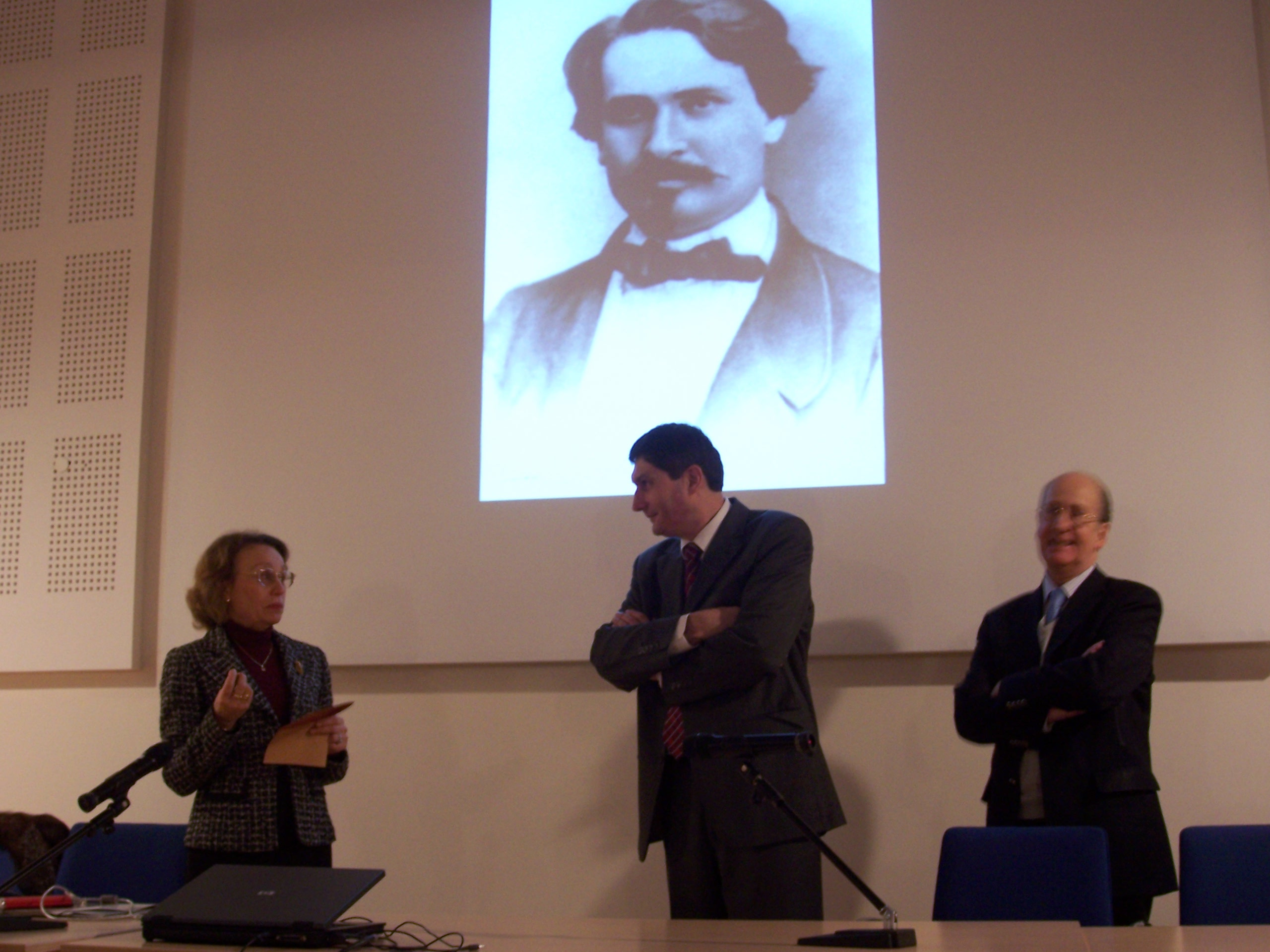
Remise d'une cigale d'argent de Maître d'œuvre du Félibrige. (Ici à Jean-François Costes par la majorale Pierrette Bérengier à Sceaux le 13 décembre 2008 et devant le portrait de Frédéric Mistral).

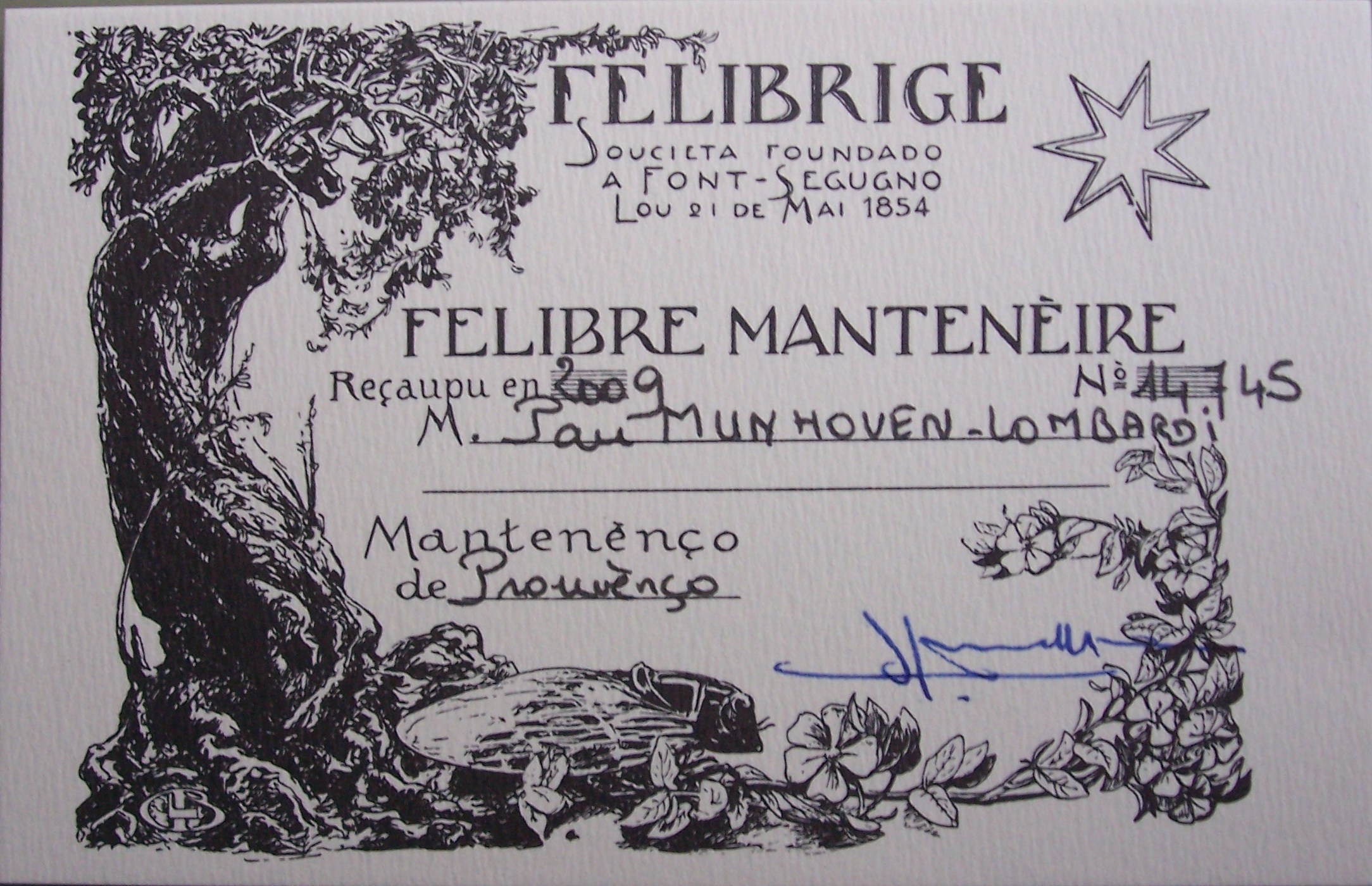
Carte de Félibre mantenèire / Mantenènço de Prouvènço 2009.

Les premiers statuts du Félibrige, en 1862, établissaient un nombre restreint de membres répartis en sept sections.
Depuis 1876, le Félibrige compte des félibres mainteneurs, en nombre illimité, et des félibres majoraux, au nombre de cinquante.

### Capouliés
Le Félibrige est présidé par le capoulié, qui est obligatoirement un des cinquante félibres majoraux. Gardien de la coupe, symbole du Félibrige, il détient la responsabilité première de l'organisation.
1. (1876-1888) Frédéric Mistral
2. (1888-1891) Joseph Roumanille
3. (1891-1901) Félix Gras
4. (1901-1909) Pierre Devoluy
5. (1909-1919) Valère Bernard
6. (1919-1922) Joseph Fallen
7. (1922-1941) Marius Jouveau
8. (1941-1956) Frédéric Mistral neveu
9. (1956-1962) Charles Rostaing
10. (1962-1971) Élie Bachas
11. (1971-1982) René Jouveau
12. (1982-1989) Paul Roux
13. (1989-1992) Paul Pons
14. (1992-2006) Pierre Fabre
15. (2006-2022) Jacques Mouttet
16. (depuis 2022) Paulin Reynard[5]

### Administrateurs
Le capoulié est aidé dans sa charge par un secrétaire général (baile, depuis 1902), un trésorier (clavaire) et des assesseurs (assessour).
Les assesseurs sont les représentants du capoulié dans les maintenances.

### Majoraux
Les « félibres majoraux » (felibre majourau) sont élus à vie par cooptation et détenteurs d'une cigale d'or, qui se transmet à leur mort comme un fauteuil d'académie. Chaque cigale porte un nom symbolique référent à une région, à une ville, à un fleuve ou à une valeur félibréenne.
Les félibres majoraux composent le consistoire, qui est le gardien de la philosophie de l'association.

### Mainteneurs
Les adhérents de l'association sont appelés « félibres mainteneurs » (felibre mantenèire). Ils portent comme insigne une pervenche d'argent. Ils sont répartis en sections appelées maintenances (mantenènço).

#### Maîtres
Parmi les mainteneurs, on distingue des maîtres en gai savoir (depuis 1877) et des maîtres d'œuvre.

#### Femmes
Un certain nombre de femmes ont été félibresses mainteneuses : 
- Antoinette de Beaucaire (Marie-Antoinette Rivière) Félibresso de l'Éurre (Félibresse du lierre) ;
- Azalaïs d'Arbaud (Marie-Azalaïs Valère-Martin) Felibresso dou Couloun, autrice de Lis Amouro de Ribas (1863) et mère de Joseph d'Arbaud ;
- Brémonde de Tarascon (Élisabeth-Alexandrine Brémond) Felibresso de Darboussih ;
- Claire Bonnier, Félibresse du Théron (Cournonterral) ;
- Delphine Roumieux (1830-1911), épouse de Louis Roumieux ;
- Hortense Rolland ;
- Julienne Séguret, née Marie Marthe Julienne Fraysse (1891 - 1981) aussi connue sous le pseudonyme de Calelhon ;
- Lazarine Daniel (Lazarine Russi), Félibresse de la Crau ;
- Lazarine de Manosque (Lazarine Nègre), Félibresse de Marseille et marchande au marché des Capucins ;
- Léontine Goirand, Félibresse d'Arèno, autrice des Sourires de l'Alzon ;
- Lydie Wilson, épouse de Xavier de Ricard. Félibresse rouge ou Na Dulciorella (Dame dulcissime), que Félix Gras mettait « au-dessus de toutes les félibresses » ;
- Marie Girard, épouse de Joachim Gasquet ; une des Reines du félibrige ;
- Philadelphe de Gerde (Claude Duclos) ;
- Reine Garde (1810-1887) ;
- Rose-Anaïs Gras, Félibresse Rose-Anaïs, épouse de Joseph Roumanille[7].

### Associés
Le Félibrige est également représenté à l'étranger par des membres associés (sòci), la plupart universitaires ou traducteurs.

## Organisation

### Maintenances
On compte depuis 2011 six maintenances : Aquitaine, Auvergne, Gascogne-Haut-Languedoc, Languedoc, Limousin, Provence.
Chacune d'elle est administrée par un bureau composé d'un syndic (sendi), de vice-syndics (souto-sendi), d'un secrétaire (secretàri) et d'un trésorier (clavaire).

### Écoles
Les associations affiliées au Félibrige sont appelées « écoles félibréennes ».

### Congrès
Le congrès (Santo-Estello) du Félibrige se déroule chaque année dans une ville différente des pays de langue d'oc, au moment de la fête de sainte Estelle (ou à une date proche). Il donne lieu aux réunions statutaires ainsi qu'à de grandes festivités illustrant les différentes expressions de la culture des pays de langue d'oc (théâtre, musique, chanson, littérature…).

### Reines
Tous les sept ans, un jury nomme le grand lauréat des Jeux floraux. Celui-ci a depuis 1885 le privilège de choisir la Reine du Félibrige, titre honorifique qu’elle gardera pendant sept ans, jusqu'aux Grands Jeux floraux suivants.
La Reine du Félibrige prend place à la droite du Capoulié, elle prend notamment la parole au Banquet de la Coupo, elle préside la cour d’amour de la Santo-Estello, spectacle hérité des troubadours, où se mêlent danses, musiques, chants et poésies.
- 1878 Marie Mistral ;
- 1885 Thérèse Roumanille[8] ;
- 1892 Marie Gasquet ;
- 1899 Marie-Thérèse de Chevigné ;
- 1906 Marguerite de Baroncelli ;
- 1913 Marguerite Priolo ;
- 1920 Marie Vinas ;
- 1927 Sidonie Fontan ;
- 1934 Suzanne Imbert ;
- 1941 Yolande Coste ;
- 1948 Jeanne Pradalié ;
- 1954 Magali Mitan ép. Pile ;
- 1962 Yvette Jonnekin ;
- 1969 Mireille Fay ép. Lanchantin ;
- 1976 Micheline Turon ép. Sapaly ;
- 1983 Odyle Rio ;
- 1990 Odile-Alix Dupuis ép. Legoeuil ;
- 1997 Aline Samouillan ;
- 2004 Véronique Fabre ép. Valanchon ;
- 2011 Angélique Marçais ;
- 2018 Adeline Bascaules-Bedin ;
- 2025 Camille Hoteman.

## Action
L'action du Félibrige concerne toutes les expressions (littérature, théâtre, cinéma, chanson, musique…) et tous les supports (conférences, colloques, publications, congrès et festivals…) dès lors qu'ils vont dans le sens du maintien, de l'illustration et de la promotion de la langue et la culture des pays d'oc, de préférence dans la norme mistralienne. L'enseignement de la langue de la maternelle à l'université reste une priorité pour le Félibrige. Cette action est relayée au niveau local par les écoles félibréennes et au niveau régional par les maintenances. Le Félibrige peut agir seul ou en relation avec d'autres mouvements de défense et de promotion de la langue d'oc lorsqu'il s'agit de défendre des intérêts communs, comme la reconnaissance par la France de la Charte européenne des langues régionales ou minoritaires ou encore la prise en compte des langues régionales dans les textes et programmes de l’Éducation nationale.

## Noms du Félibrige et de ses membres
- Si vous ne connaissez pas le sujet, laissez ce bandeau (vous pouvez alors contacter les auteurs).
- Si vous supprimez le contenu mis en cause (vous pouvez préalablement contacter les auteurs),

argumentez précisément cette suppression dans la page de discussion
(un manque de référence n'est pas un argument ; une recherche réelle de référence doit avoir été effectuée, être formellement documentée).

### Étymologie
Le terme « Félibrige » est dérivé du terme « félibre » (felibre), terme que les fondateurs ont emprunté à un récitatif pour désigner les personnes vouées à défendre la langue provençale. Une femme est appelée félibresse (felibresso ou felibressa). Une réunion de félibres pourra être désignée sous le nom de felibrejado.
En guise de définition du terme « félibre », Paul Ruat nous a laissé ce passage : « Et puis, si on vous demande un jour ce qu'est un félibre, vous pourrez répondre ceci : un félibre est un patriote régional qui aime son pays et qui cherche à le faire aimer; un félibre est un ouvrier de la plume et de la parole qui prend plaisir à parler la langue de son enfance que parlaient ses aïeux ; un félibre est celui qui fait valoir et connaître nos célébrités locales, nos artistes de la truelle, de la scie et du pinceau, afin qu'un rayon de ces gloires du terroir rejaillisse sur la France, pour que la grande patrie soit toujours plus belle, plus forte, plus unie ».
L'on a quelquefois pu gloser sur le terme de félibre en le rapprochant du mot « libre » qui signifie à la fois « livre » et « libre » en provençal, ce que l'on peut interpréter par l'esprit même du Félibrige : acquérir la liberté au travers de la culture, et en particulier de la littérature. Il n'en est rien.
Le mot pourrait venir d'une erreur populaire. Mistral dans ses « Mémoires et récits » évoque un récitatif L'Oraison à Saint Anselme, Les sept douleurs de la Vierge Marie. L'une de ces douleurs a été d'avoir perdu son fils qui était au temple, « emé li tiroun de la lèi, emé li set felibre de la lèi », « avec les scribes de la Loi, avec les sept félibres de la Loi ». « Emé li sét felibre » serait en réalité « Emé li Sefer, libre », « avec les sefers (rouleaux, en hébreu) livres de la loi ». Comme la chanson se transmettait oralement, et que personne pour ainsi dire, ne connaissait le mot « sefer », les gens auraient découpé les mots ainsi : « emé li sèt felibre de la lèi », « avec les sept félibres de la loi ». Le mot félibre, né d'un prétendu quiproquo, était, quoi qu'il en soit, orné de prestige. Car que pouvaient être ces sept félibres, sinon de grands sages ?
Pour Le Robert historique d'Alain Rey, qui qualifie l'hypothèse des « sefer, libre » de « fantaisiste », Mistral rattachait le mot félibre au bas latin fellibris, « nourrisson » (dérivé du latin fellare, « sucer »), partant de l'image ancienne qui fait des poètes les nourrissons des Muses.
Mistral lui-même, dans son Tresor dóu Felibrige écrit :
 « Ce vocable mystérieux, rapidement vulgarisé par les œuvres de ceux qui l'avaient adopté, figure depuis lors dans les dictionnaires français (Bouillet, Larousse, Littré, etc.). Son origine a exercé la sagacité des philologues et bien des étymologies ont été proposées

1. Felibre viendrait du latin felibris ou fellebris, mot qui se trouve dans Solinus, Isidore de Séville et Papias, et que Ducange interprète par « nourrisson adhuc lacte vivens », dérivé du verbe fellare, téter, lequel fellare a donné naissance à filius, fils. Les poètes, de tout temps, ont été dénommés « nourrissons des Muses, alumni Musarum », et, comme le fait observer M. G. Garnier, alumnus, en latin, avait le sens actif et passif et désignait le disciple et le maître, comme escoulan en provençal. Il est à remarquer que le mot tiroun, qui, dans le texte populaire, semble synonyme de felibre, rappelle le verbe provençal tira signifiant aussi « téter ». Le latin tiro veut dire « novice ».
2. Felibre viendrait du grec φιλεβραῖος / philebraïos, « ami de l'hébreu », mot qu'on trouve dans la grammaire hébraïque de Chevalier (1561) et qui a, de longue date, été appliqué dans les synagogues aux docteurs de la loi.[réf. nécessaire]
3. Felibre viendrait du grec φίλαβρος / phílabros, « ami du beau ».
4. Felibre viendrait de l'irlandais filea, poète, barde.
5. Felibre viendrait du germanique felibert, dont le sens est encore inconnu.
6. Felibre viendrait du provençal fe, libre, libre par la foi.
7. Felibre viendrait de l'andalou filabre, dont nous ignorons le sens. La Sierra de Filabres est une montagne d'Andalousie.

Quant à l'étymologie expliquant felibre par « faiseur de livres », elle ne supporte pas l'examen, attendu qu'elle n'est pas dans le génie de la langue, car on dirait en ce cas fa-libre ou fai-libre. »

### Usages courants du mot
Pour Paul Ruat, un félibre est « ouvrier de la plume et de la parole qui prend plaisir à parler la langue de son enfance que parlaient ses aïeux ». Les félibres, au sens large, sont les auteurs qui créent en langue d'oc.

## Normes graphiques et lexicographie
Les deux normes graphiques majoritairement usitées pour la langue d'oc moderne sont la graphie dite mistralienne ou moderne, et la graphie dite alibertine ou classique. Concernant le Félibrige, celui-ci a défendu dès ses débuts la norme mistralienne, conçue par Joseph Roumanille et développée par Frédéric Mistral, d'où son nom. Aujourd'hui, les félibres de la Maintenance de Provence du Félibrige et une partie de la Maintenance du Languedoc continuent dans leur grande majorité à utiliser la norme mistralienne (ce qui revient à dire qu'en Provence, ceux qui utilisent la norme classique se retrouvent dans d'autres organisations culturelles que le Félibrige) alors même que dans les autres maintenances, c'est la norme alibertine (du nom de Louis Alibert) qui est majoritairement employée.
Même si le Félibrige accepte en son sein ces deux normes linguistiques, il est moralement dépositaire de la norme mistralienne en ce qui concerne sa gestion et son développement.[réf. nécessaire] Les actes du Félibrige sont rédigés en graphie mistralienne.

### Lou Tresor dóu Felibrige
Lou Tresor dóu Felibrige (littéralement Le Trésor du Félibrige ; Lo Tresaur dau Felibritge, selon la norme classique) est le grand dictionnaire de langue occitane (centré sur le provençal), composé par l'écrivain de langue d'oc et prix Nobel de littérature Frédéric Mistral, avec le sous-titre : « Dictionnaire provençal-français embrassant les divers dialectes de la langue d'oc moderne ».

### Conseil de l'écrit mistralien
Depuis 2006, un Conseil de l'écrit mistralien (Consèu de l'escri mistralen, abrégé en « CEM »), organe interne du Félibrige, a été créé à l'initiative du majoral Bernard Giély avec pour mission de compléter l'œuvre lexicographique de Mistral.

## Grands jeux floraux
Depuis leurs origines, les Jeux floraux ont pour vocation d'encourager la création littéraire en langue d'oc. Dans cette tradition, le Félibrige propose un concours littéraire tous les sept ans depuis 1878 : les Grands jeux floraux du Félibrige. Plusieurs sections sont proposées comme les poésie, prose, théâtre, études, pédagogie et didactique, chanson, clip et film sur DVD ou diaporama et des lauréats et des grands lauréats sont proclamés.
Le jury nomme le Grand lauréat. Celui-ci, qui devient de droit maître en gai savoir, a le privilège de choisir la Reine du Félibrige, titre honorifique qu’elle gardera pendant sept ans, jusqu'aux Grands jeux floraux suivants.

### Grands lauréats
- 1878 Josep Martí Folguera (es) ;
- 1885 Brémonde de Tarascon ;
- 1892 Marius André ;
- 1899 Philadelphe de Gerde ;
- 1906 Joseph d'Arbaud ;
- 1913 Bruno Durand ;
- 1920 Charles Pélissier ;
- 1927 Joseph Bourrilly ;
- 1934 Gabriel Bernard ;
- 1941 Nouno Judlin ;
- 1948 Henri Mouly ;
- 1954 Pierre Millet ;
- 1962 Paul Marquion ;
- 1969 Jean-Pierre Tennevin ;
- 1976 René Méjean ;
- 1983 Léon Inard ;
- 1990 Odyle Rio ;
- 1997 Sergio Arneodo ;
- 2004 Serge Bec ;
- 2011 Jean-Luc Gag ;
- 2018 Michel Maffrand ;
- 2025 Annie Bergèse.

## Santo-Estello
La Santo-Estello (« Sainte Estelle »), congrès du Félibrige, se tient annuellement depuis 1876 dans une ville d'Occitanie (région culturelle), majoritairement en Provence.

## Traditions

### Félibrée de Sceaux et jardin des Félibres
La ville de Sceaux acueille une tradition félibréenne depuis le premier hommage rendu par les félibres parisiens au fabuliste méridional Florian qui y est enterré. Un jardin des Félibres qui compte aujourd'hui onze bustes a concrétisé cette tradition tout comme l'organisation tous les ans d'une félibrée.

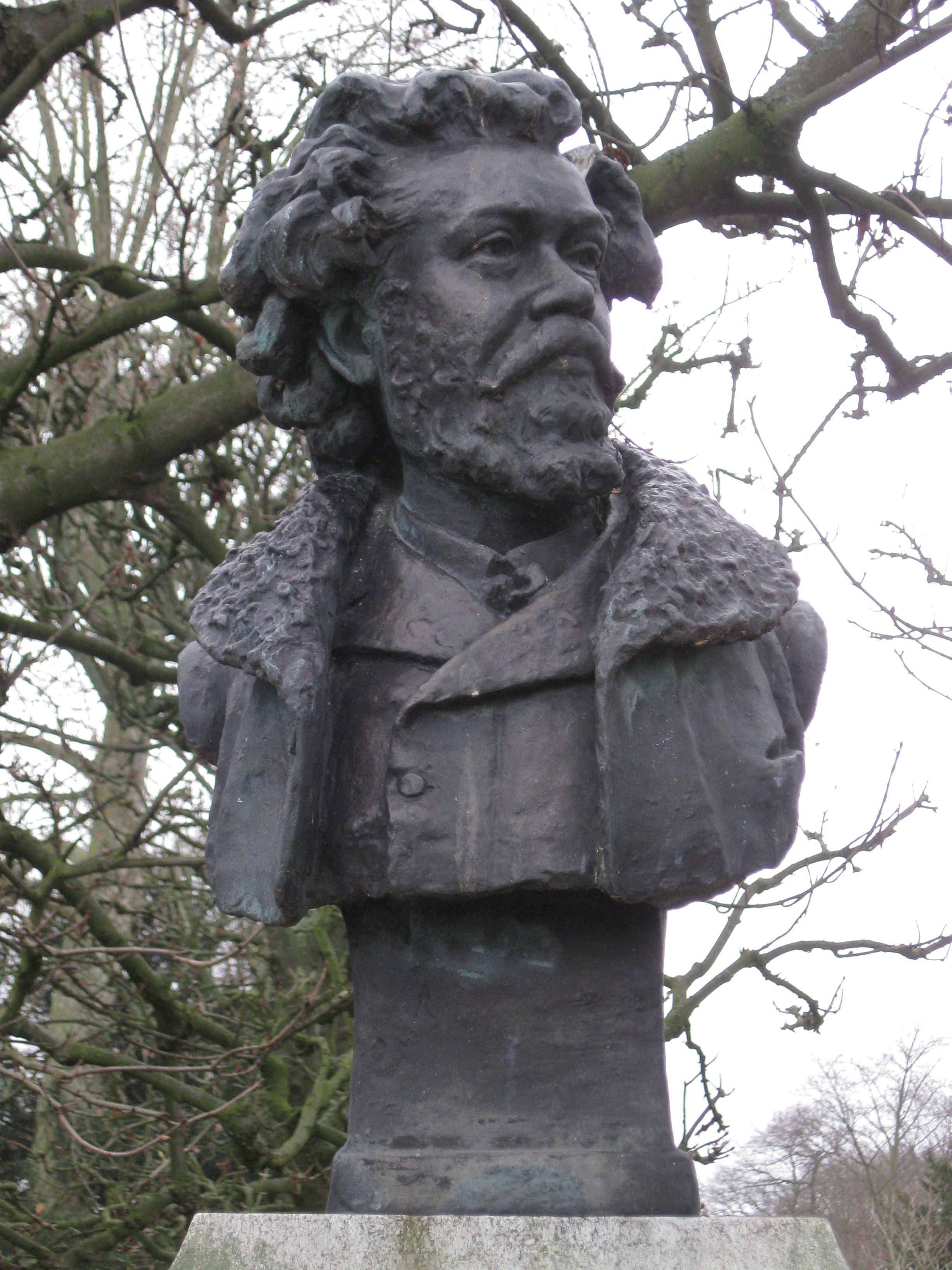
Clovis Hugues.
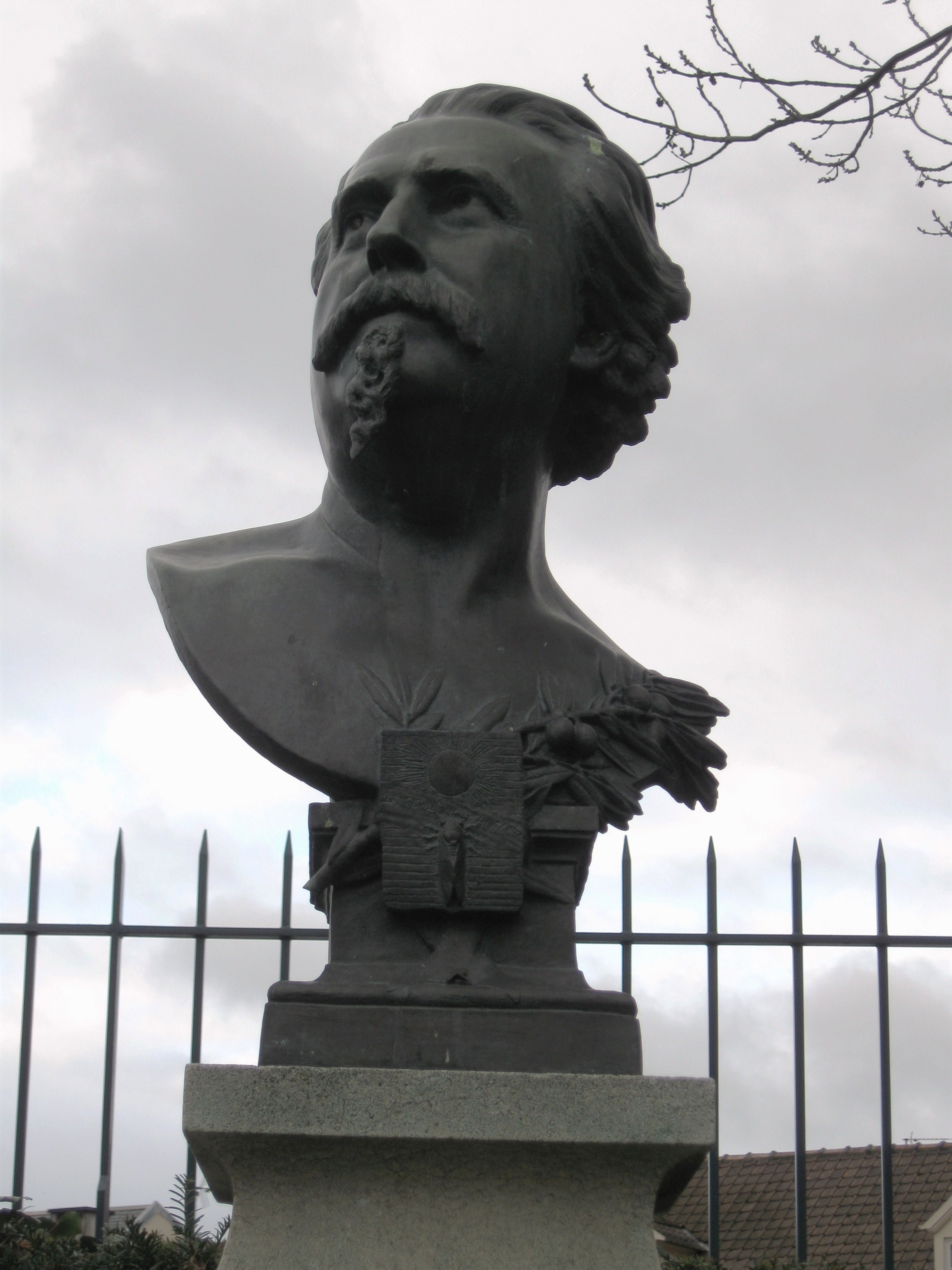
Frédéric Mistral.
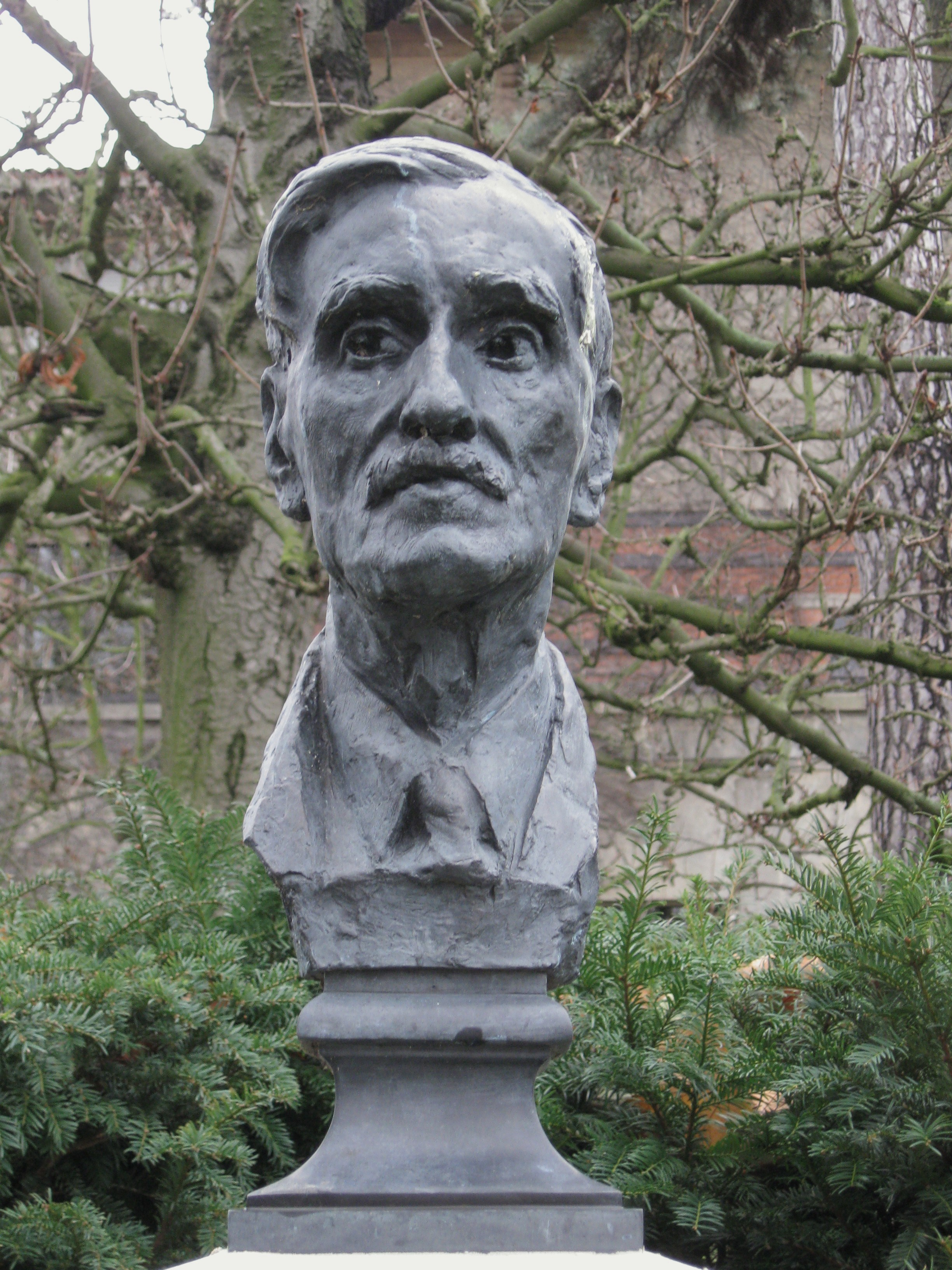
Jean Charles-Brun.
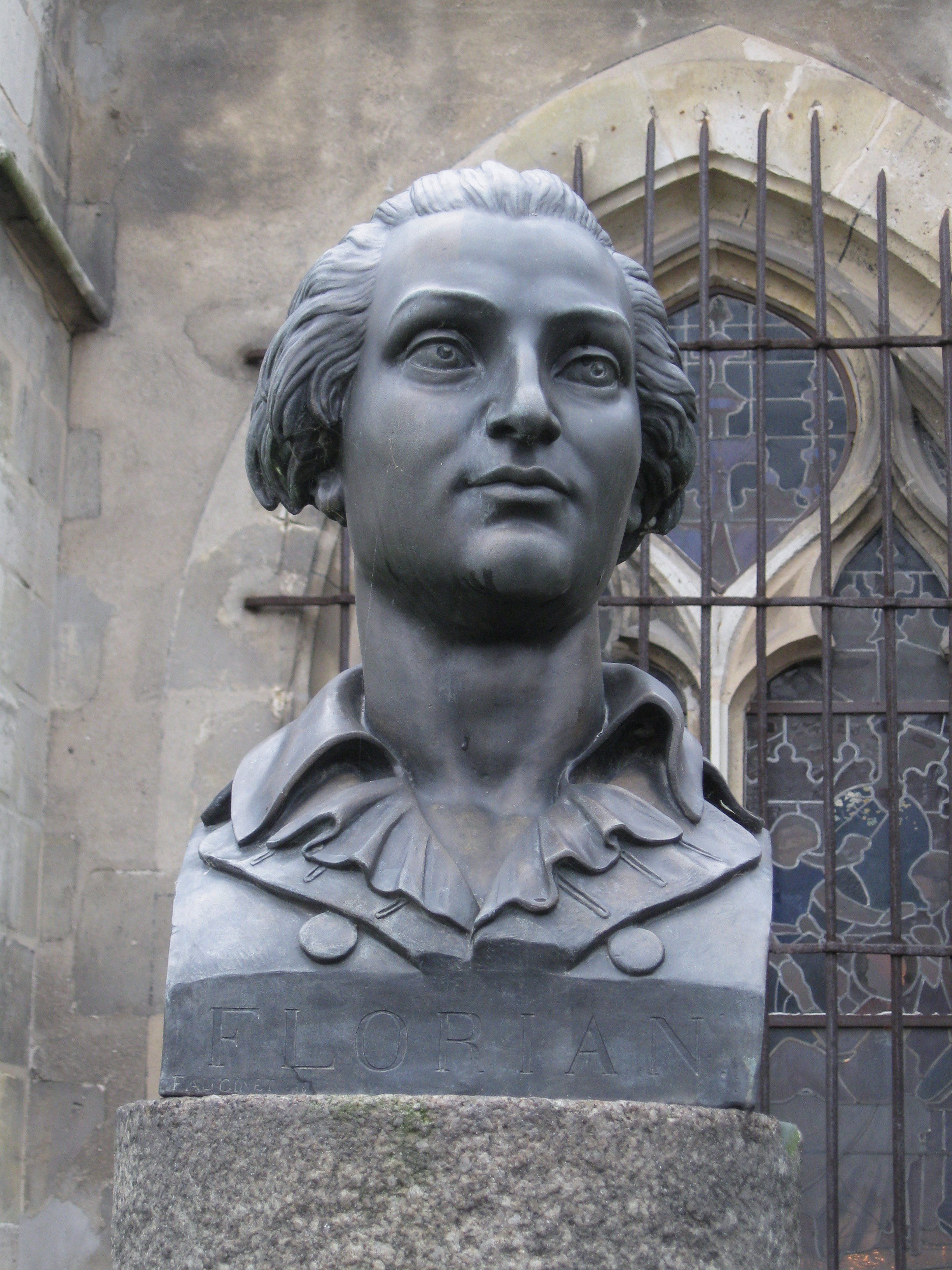
Jean-Pierre Claris de Florian.
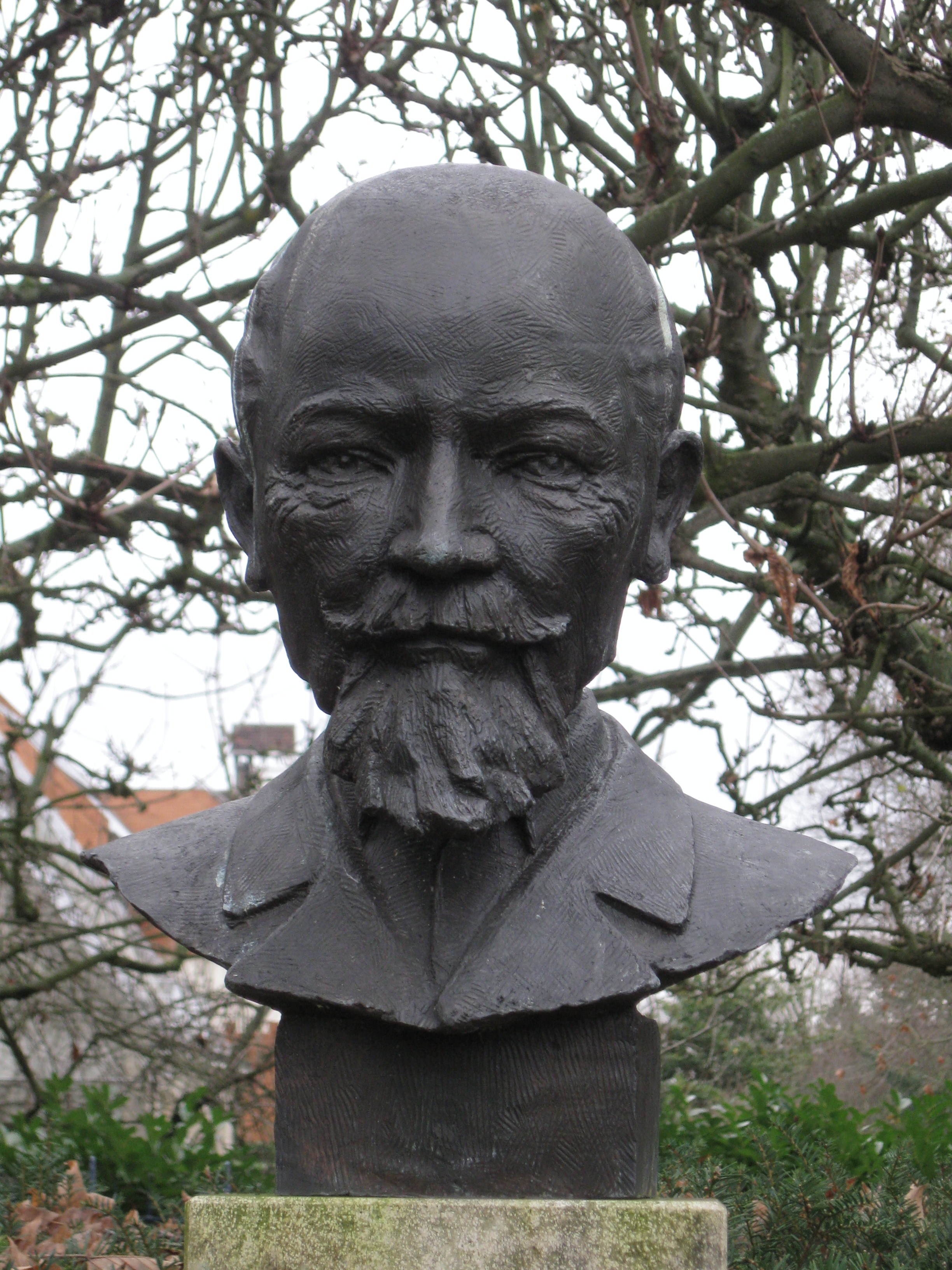
Joseph Loubet.
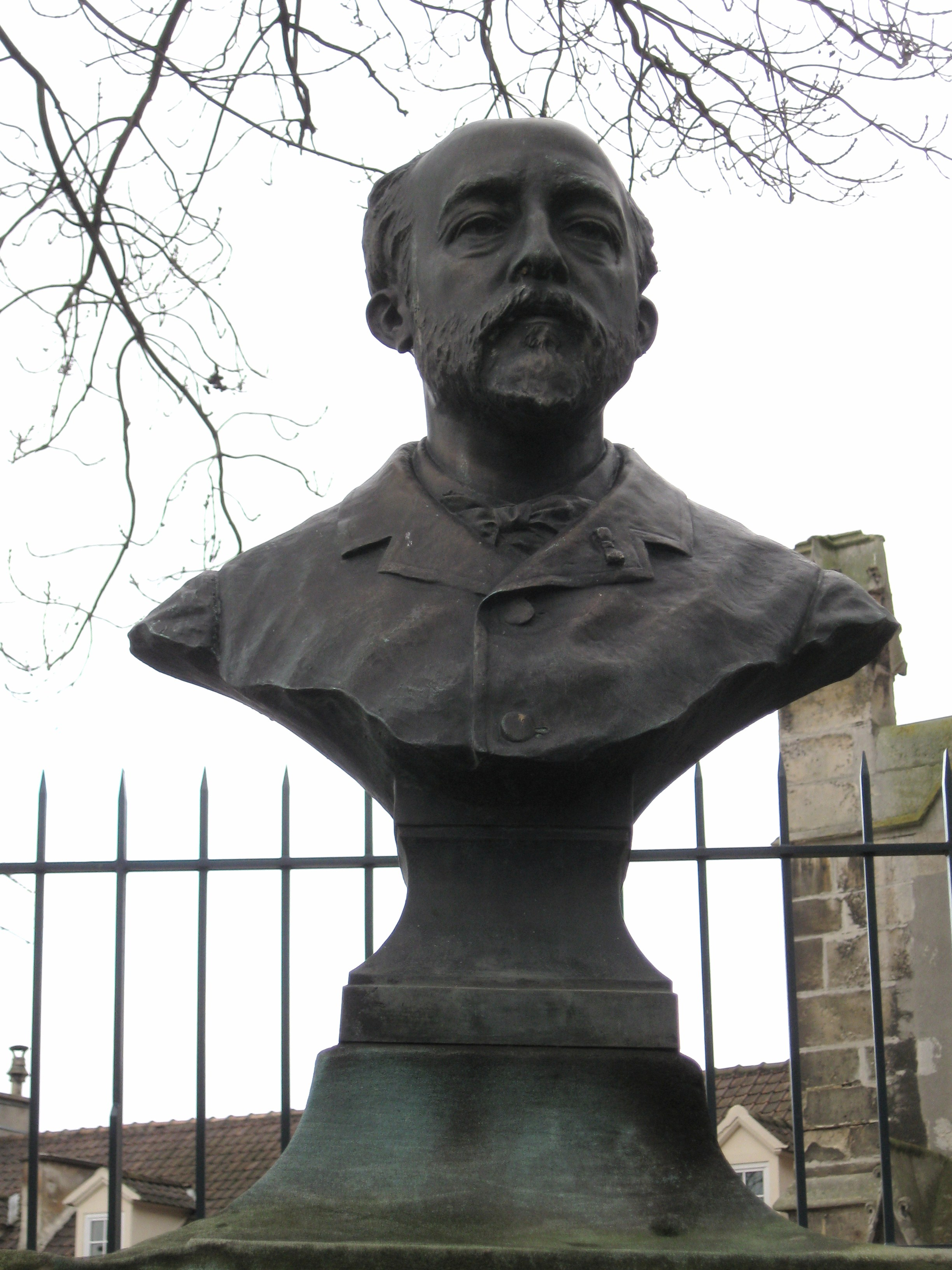
Paul Arène.
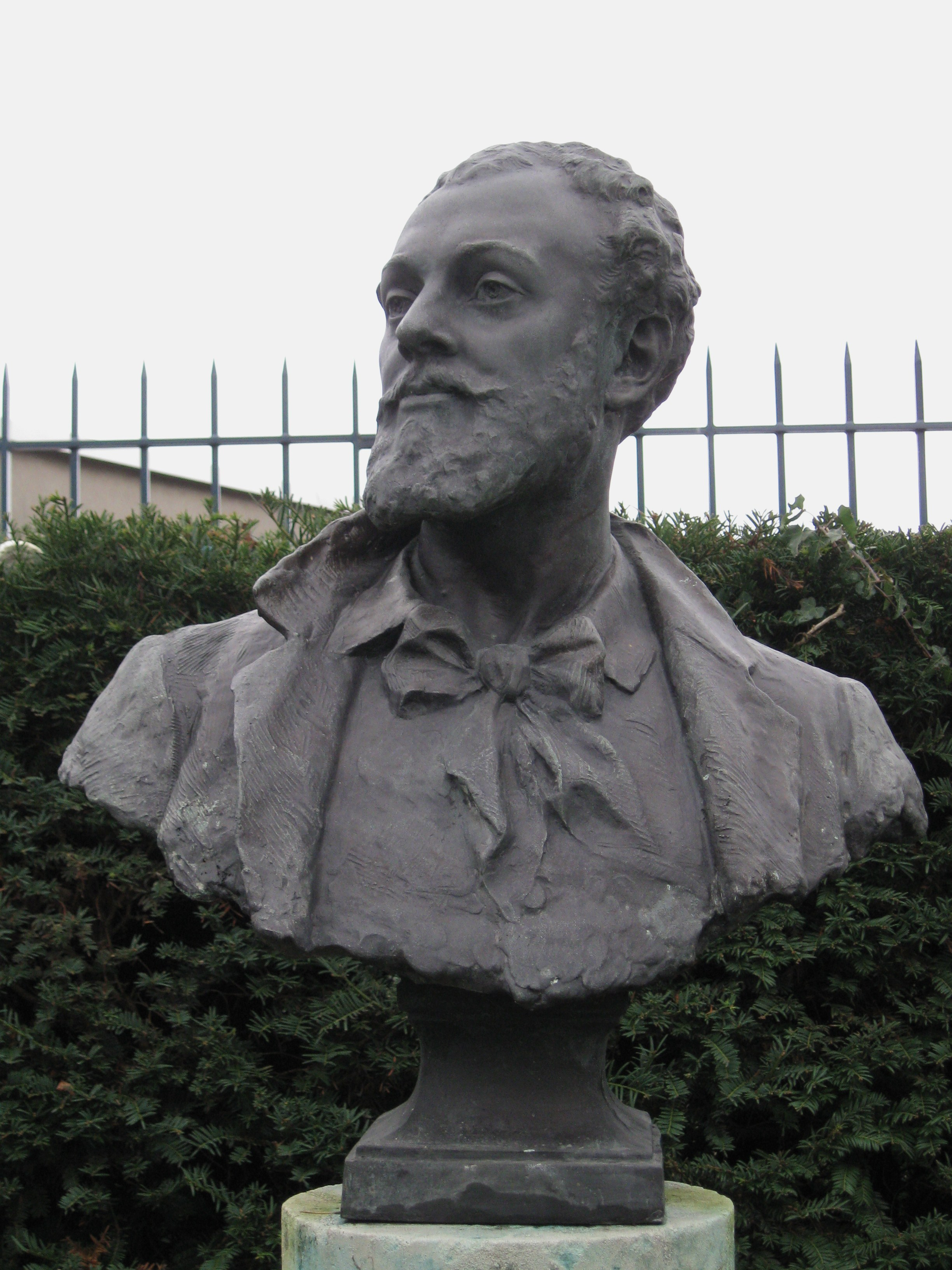
Paul Mariéton.
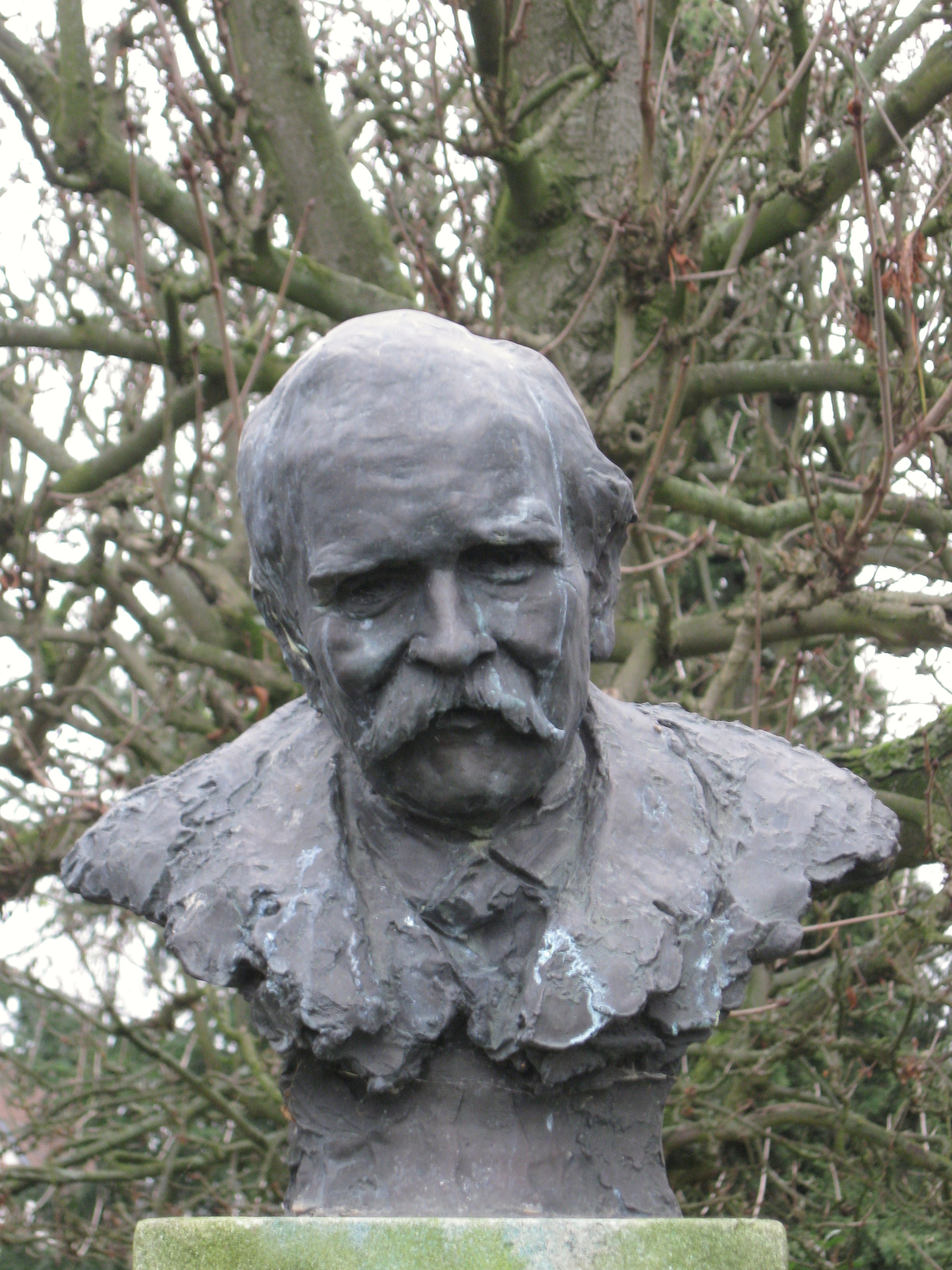
Pierre Deluns-Montaud.
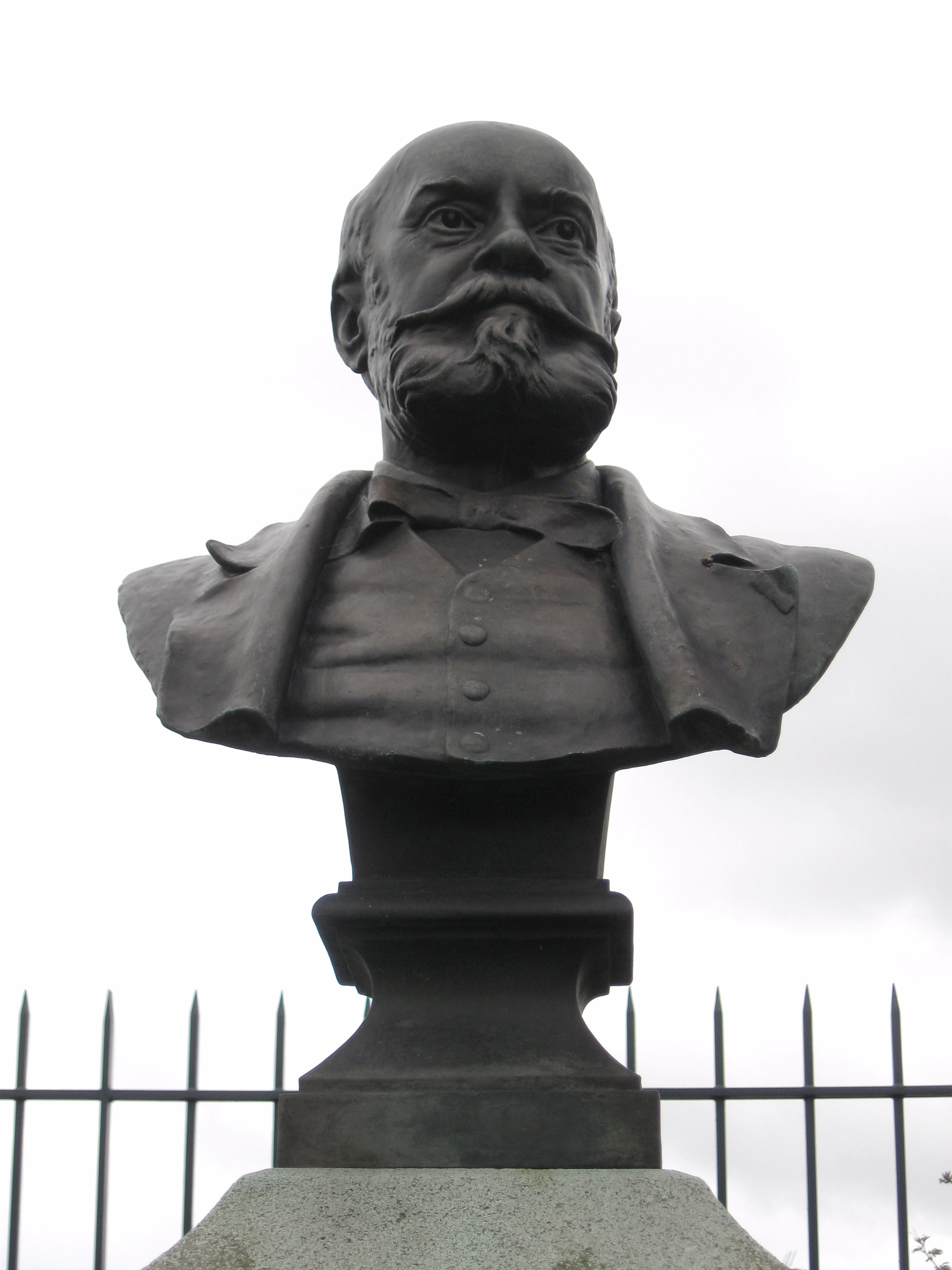
Théodore Aubanel.
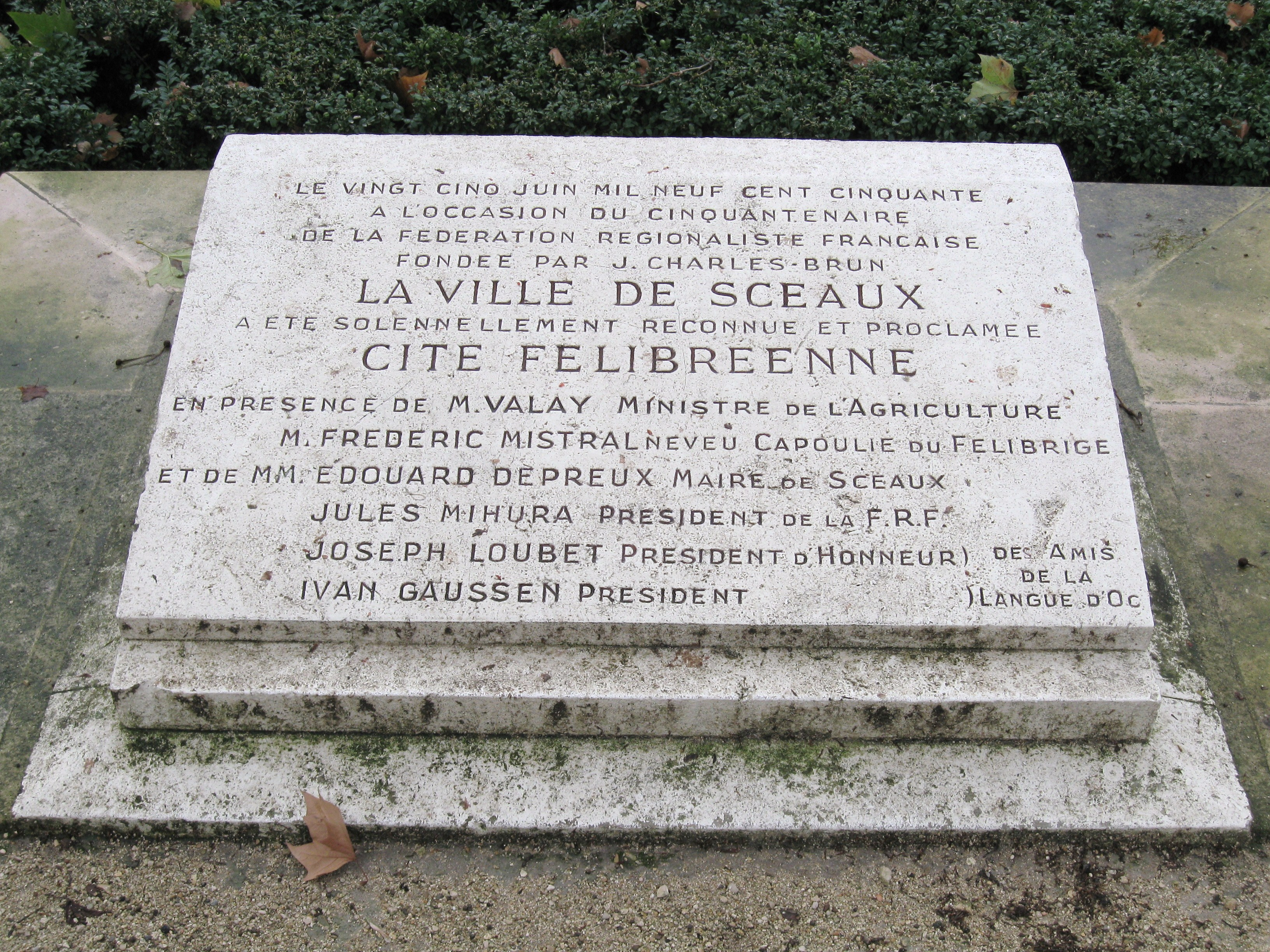
Plaque commémorative.

### Félibrée du Comminges
L'Escolo deras Pireneos  organise sa première félibrée en 1905 à Saint-Gaudens. Les suivantes sont organisées chaque année en des lieux différents et prennent de l'ampleur. D'abord constituée de séances littéraires, de présentations de Jeux floraux et de banquets, le programme de ces journées s'étoffe avec des spectacles et des animations. 
L'Escolo deras Pireneos dissolue en 1999, d'autres associations ont pris le relais comme l'école félibréenne Nati vati toti comengesi. Cette manifestation perpétue ainsi une mission de sauvegarde, de diffusion et de valorisation du patrimoine linguistique, culturel et ethnologique du terroir gascon.